# Lithobius readae
Lithobius readae är en mångfotingart som beskrevs av J.R. Eason 1997. Lithobius readae ingår i släktet Lithobius och familjen stenkrypare. Inga underarter finns listade i Catalogue of Life.